# Warfect
Warfect est un groupe suédois de thrash metal, originaire d'Uddevalla.

## Histoire
Le groupe est formé en 2003 sous le nom d'Incoma, avant de se rebaptiser Warfect en 2008 après la sortie de deux démos En novembre 2009, le premier album Depicting the Macabre sort sur My Kingdom Music,, suivi en juin 2013 par le deuxième album Exoneration Denied chez Cyclone Empire,. En août, un clip sort pour la chanson Drone Wars, avant qu'un deuxième ne suive en juillet 2014 pour Inflammatory. Le même mois, le groupe entame également une tournée européenne de 17 concerts, en compagnie de NunSlaughter et Demonical.

## Style musical
Selon Neil Arnold de metalforcesmagazine.com, le groupe joue sur Exoneration Denied un thrash metal moderne et techniquement exigeant, comparable au style musical de Sadus et Vektor. Les guitares électriques sont imprévisibles et le chant est malicieux. Le style s'inspire du thrash metal de la fin des années 1980. Le groupe ne sonne pas suédois, mais se rapproche plutôt de groupes comme Anacrusis, Kreator et Slayer. La chanson Drone Wars, en particulier, ressemble beaucoup à Slayer, tandis que la chanson Inflammatory est un mélange de Slayer et de Voivod. 

## Discographie
- 2006 : Beyond Control (démo)
- 2007 : In Command (démo)
- 2009 : Depicting the Macabre (album, My Kingdom Music)
- 2011 : 2011 Demo (démo)
- 2013 : Exoneration Denied (album, Cyclone Empire)
- 2020 : Spectre of Devastation (album, Napalm Records)